# Phước Nguyên
Phước Nguyên là một phường thuộc thành phố Bà Rịa, tỉnh Bà Rịa – Vũng Tàu, Việt Nam.

## Địa lý
Phường Phước Nguyên nằm ở trung tâm thành phố Bà Rịa, có vị trí địa lý:
- Phía đông giáp phường Long Toàn
- Phía tây giáp các phường Phước Hiệp và Phước Hưng
- Phía nam giáp phường Phước Trung
- Phía bắc giáp các phường Phước Hưng và Long Tâm.

Phường có diện tích 2,52 km², dân số năm 2005 là 11.658 người, mật độ dân số đạt 4.626 người/km².

## Tên gọi
Tên gọi của phường bắt nguồn từ thôn Phước Nguyên thuộc thị trấn Bà Rịa của huyện Châu Thành cũ. Thôn này nằm ở quanh chùa Hội Phước hiện nay.

## Lịch sử
Lịch sử hình thành phường Phước Nguyên gắn liền với quá trình hình thành và phát triển thành phố Bà Rịa ngày nay.
Vào các thế kỷ 1 đến thế kỷ 16, khu vực phường thuộc vương quốc cổ Phù Nam, sau trở thành một phần lãnh thổ của Thủy Chân Lạp.
Từ thế kỷ 17, lưu dân Việt từ các xứ Thuận-Quảng ở miền Trung đã vào vùng Mô Xoài (Bà Rịa Vũng Tàu ngày nay) khai khẩn đất hoang, lập thôn làng sinh sống. Trong các thôn làng ấy có làng Phước Lễ ở phía đông sông Dinh. Năm 1808, khu vực này nằm trong tổng Phước An. Đến năm 1837, triều đình cải thành huyện Phước An, thuộc phủ Phước Tuy. Phủ lỵ phủ này đặt tại làng Phước Lễ.
Sau khi chiếm được Nam Kỳ, thực dân Pháp phát triển xã Phước Lễ thành lỵ sở hạt Bà Rịa, sau là tỉnh Bà Rịa. Khu vực Phước Nguyên ngày nay là vùng ven đồng quê của làng Phước Lễ.
Những năm 1954-1956, chính quyền Việt Nam Cộng hòa đưa rất nhiều người Công giáo vào định cư tại Bà Rịa-Vũng Tàu. Trong đó, một nhóm giáo dân gốc Hải Phòng đã đến định cư tại ấp Phước Hạnh, hình thành nên giáo xứ Long Kiên ngày nay. Các giáo dân gốc Hải Dương đến định cư tại ấp Phước Đức ven sông Thủ Lựu, lập ra giáo xứ Thủ Lựu. Ngoài ra, các giáo sở Trung Đoàn, xóm Bàu và Vạn Kiếp cũng được sáp nhập thành giáo xứ Dũng Lạc.
Năm 1962, Tổng thống Ngô Đình Diệm ký sắc lệnh thành lập Trung tâm Huấn luyện Quốc gia Vạn Kiếp nhằm đào tạo lực lượng viễn thám cho quân lực Việt Nam Cộng hòa. Một khu gia binh trong Trung tâm cũng được xây dựng. Bên ngoài cổng có một số quán mọc lên phục vụ binh sĩ.
Với sự có mặt của nhóm cư dân và binh lính đóng trên địa bàn, những 1960-70 khu vực của phường trở nên đông đúc. Là khu vực ngoại thành nên cư dân chủ yếu sống bằng nghề trồng trọt và chăn nuôi, một số hộ làm nghề bún và buôn bán nhỏ.
Cho đến năm 1975, khu vực Phước Nguyên ngày nay có các ấp Phước Đức, Phước Nguyên, Phước Thành, Phước Hạnh, Phước Đức, và một phần ấp Phước Hưng thuộc xã Phước Lễ.

### Ngày thống nhất
Sau ngày thống nhất, khu vực phường thuộc xã Phước Lễ, huyện Châu Thành, tỉnh Đồng Nai. Sau đó, năm 1982, thị trấn Bà Rịa được thành lập trên cơ sở xã Phước Lễ, thì khu vực phường nằm trên địa bàn thị trấn này.
Trung tâm Huấn luyện Vạn Kiếp được chuyển thành Trường Thiếu sinh quân, trường Quân chính Quân khu 7, rồi trở thành Trường Cao đẳng Biên phòng - cơ sở 2.
Ngày 2 tháng 6 năm 1994, chính phủ thành lập phường Phước Nguyên trên cơ sở các thôn Phước Nguyên, Phước Đức và Phước Thành thuộc thị trấn Bà Rịa cũ.
Sau khi thành lập, phường có 190 ha diện tích tự nhiên và 7.971 người.
Ngày 27 tháng 6 năm 2005, Chính phủ ban hành Nghị định 83/2005/NĐ-CP. Theo đó:
- Điều chỉnh 1,66 ha diện tích tự nhiên và 237 người của phường Phước Nguyên về phường Phước Hiệp quản lý
- Điều chỉnh 71,40 ha diện tích tự nhiên và 1.171 người của phường Long Toàn về phường Phước Nguyên quản lý
- Điều chỉnh 5,14 ha diện tích tự nhiên và 224 người của phường Phước Nguyên về phường Long Toàn quản lý.

Sau khi điều chỉnh địa giới hành chính, phường Phước Nguyên có 251,71 ha diện tích tự nhiên và 11.658 người.
Cùng với đà phát triển kinh tế - xã hội của thành phố Bà Rịa, từ thập niên 2000, các con đường lớn trên địa bàn phường được chỉnh trang, xây dựng hiện đại. Thành phố đã tiến hành xây dựng các công viên mới, trong đó có công viên Thanh Niên (2002), công viên Long Kiên, và công viên Bà Rịa (2021).

## Hành chính
Trên địa bàn phường hiện có 6 khu phố, đánh số từ 1 đến 6.

## Giao thông
Phường Phước Nguyên nằm cạnh khu trung tâm nội thành Bà Rịa, do đó, trên địa bàn phường có nhiều tuyến quốc lộ, tỉnh lộ lớn nối thành phố với các huyện, tỉnh lân cận.
- Đường Nguyễn Tất Thành
- Đường Cách Mạng Tháng Tám
- Đường Nguyễn Tất Thành
- Đường Võ Thị Sáu.

## Giáo dục
Trên địa bàn phường có 1 trường tiểu học (Trường tiểu học Trường Sơn), 1 trường Trung học cơ sở (Phước Nguyên), và 1 trường Trung học phổ thông (THPT Bà Rịa).
Ngoài ra, còn có trường trung cấp nghề Phước Thọ và Trường Cao đẳng Biên phòng (cơ sở 2).